# Liopterus atriceps
Liopterus atriceps är en skalbaggsart som först beskrevs av Sharp 1882.  Liopterus atriceps ingår i släktet Liopterus och familjen dykare. Inga underarter finns listade i Catalogue of Life.